# Grupo de Trabajo sobre Gobernanza de Internet
El Grupo de Trabajo sobre Gobernanza de Internet (GTGI) fue un grupo establecido como parte de los trabajos de la Cumbre Mundial sobre la Sociedad de la Información, destinado a investigar y formular propuestas de acción en materia de gobernanza de Internet.

## Origen
La petición para crear el GTGI (Working Group on Internet Governance, WGIG) se encuentra contenida en el Plan de Acción de Ginebra y en la Declaración de Principios de Ginebra, documentos que fueron producidos durante la primera fase de la Cumbre Mundial sobre la Sociedad de la Información (CMSI). En particular, esta solicitud forma parte de la línea de acción C6. "Entorno habilitador" del Plan de Acción y también se encuentra en el párrafo 50 de la Declaración de Principios, siendo dirigida al Secretario General de las Naciones Unidas en ambos documentos. 
De acuerdo con el Plan de Acción, el proceso para conformar al GTGI debería ser abierto e integrador, a fin de permitir la participación de las partes interesadas del ecosistema. Los cuatro objetivos del Grupo fueron:
- Elaborar una definición de trabajo de gobernanza de Internet
- Identificar las cuestiones de política pública que sean pertinentes para el gobierno de Internet;
- Desarrollar una comprensión común de los respectivos papeles y responsabilidades de los gobiernos, las organizaciones intergubernamentales e internacionales existentes y otros foros, así como el sector privado y la sociedad civil de los países en desarrollo y los países desarrollados
- Preparar un Informe sobre los resultados de esta actividad, para ser sometido a la consideración de la segunda fase de la CMSI

## Informe
Luego de mantener cuatro reuniones entre septiembre de 2004 y junio de 2005, el Grupo presentó su reporte a todas las partes interesadas del ecosistema de Internet el 18 de julio de 2005. El documento, que fue publicado en los seis idiomas oficiales de la Organización de las Naciones Unidas (ONU), contiene cuatro propuestas relacionadas con los mecanismos de gobernanza de Internet:
- La función de un foro
- Política pública y supervisión globales
- Coordinación institucional
- Coordinación regional y nacional

El documento también contiene una definición de trabajo para gobernanza de Internet, misma que sería retomada durante la segunda fase de la CMSI, en 2005:

Gobernanza de Internet es el desarrollo y la aplicación por los gobiernos, el sector privado y la sociedad civil, en las funciones que les competen respectivamente, de principios, normas, reglas, procedimientos de adopción de decisiones y programas comunes que configuran la evolución y la utilización de Internet.
Párrafo 10 del informe del GTGI